# Maria Luisa Gonzaga
Maria Luisa Gonzaga, II duchessa di Solferino (Madrid, 22 giugno 1726 – Madrid, 12 ottobre 1773), è stata una nobildonna spagnola.

## Biografia
Figlia di Francesco Gonzaga e di Giulia Chiteria (Litteria) Caracciolo, successe al padre nel titolo di duchessa di Solferino, istituito nel 1717 per concessione del re di Spagna Filippo V.

## Discendenza
Maria Luisa sposò il 5 ottobre 1741 Joachim Atanasio Pignatelli Aragona Cortez (1724-1776), marchese di Coscoquella, conte di Fuentes, dal quale ebbe otto figli:
- José María Pignatelli de Aragón y Gonzaga, terzo Duca di Solferino
- Carlos Pignatelli de Aragón y Gonzaga
- María Francisca Pignatelli de Aragón y Gonzaga, sposò in seconde nozze Luis Fernández de Córdoba y Spínola (1704-1768)
- Luis Antonio Pignatelli de Aragón y Gonzaga, quarto Duca di Solferino
- Joaquín Pignatelli de Aragón y Gonzaga
- Carlos Manuel Pignatelli de Aragón y Gonzaga
- María Manuela Pignatelli de Aragón y Gonzaga (1753-1816)
- Juan Domingo Pignatelli de Aragón y Gonzaga, sesto Duca di Solferino

Dopo la sua morte, il marito Joaquín Atanasio nel 1774 sposò Maria Anna de Silva, vedova del duca di Huéscar.

## Ascendenza
|                            |                                                |                                                       | Genitori                                   |  |  | Nonni |  |  | Bisnonni      |  |  | Trisnonni          |  |
|                            |                                                |                                                       |                                            |  |  |       |  |  | Carlo Gonzaga |  |  | Cristierno Gonzaga |  |
|                            |                                                |                                                       |                                            |  |  |       |  |  | Carlo Gonzaga |  |  | Cristierno Gonzaga |  |
|                            |                                                | Marcella Malaspina                                    |                                            |  |  |       |  |  | Carlo Gonzaga |  |  |                    |  |
| Ferdinando II Gonzaga      |                                                |                                                       |                                            |  |  |       |  |  | Carlo Gonzaga |  |  |                    |  |
|                            |                                                | Isabella Martinengo                                   | Lelio Martinengo                           |  |  |       |  |  |               |  |  |                    |  |
|                            |                                                | Isabella Martinengo                                   | Lelio Martinengo                           |  |  |       |  |  |               |  |  |                    |  |
|                            |                                                | Isabella Martinengo                                   | Elena Furietti                             |  |  |       |  |  |               |  |  |                    |  |
| Francesco Gonzaga          |                                                | Isabella Martinengo                                   |                                            |  |  |       |  |  |               |  |  |                    |  |
|                            |                                                | Alessandro II Pico della Mirandola                    | Galeotto IV Pico della Mirandola           |  |  |       |  |  |               |  |  |                    |  |
|                            |                                                | Alessandro II Pico della Mirandola                    | Galeotto IV Pico della Mirandola           |  |  |       |  |  |               |  |  |                    |  |
|                            |                                                | Alessandro II Pico della Mirandola                    | Maria Cybo-Malaspina                       |  |  |       |  |  |               |  |  |                    |  |
| Laura Pico della Mirandola |                                                | Alessandro II Pico della Mirandola                    |                                            |  |  |       |  |  |               |  |  |                    |  |
|                            |                                                | Anna Beatrice d'Este                                  | Alfonso III d'Este                         |  |  |       |  |  |               |  |  |                    |  |
|                            |                                                | Anna Beatrice d'Este                                  | Alfonso III d'Este                         |  |  |       |  |  |               |  |  |                    |  |
|                            |                                                | Anna Beatrice d'Este                                  | Isabella di Savoia                         |  |  |       |  |  |               |  |  |                    |  |
| Maria Luisa Gonzaga        |                                                | Anna Beatrice d'Este                                  |                                            |  |  |       |  |  |               |  |  |                    |  |
|                            | Marino V Caracciolo, IV principe di Santobuono | Ferrante Caracciolo, III principe di Santobuono       |                                            |  |  |       |  |  |               |  |  |                    |  |
|                            | Marino V Caracciolo, IV principe di Santobuono | Ferrante Caracciolo, III principe di Santobuono       |                                            |  |  |       |  |  |               |  |  |                    |  |
|                            | Marino V Caracciolo, IV principe di Santobuono | Chiara Loffredo                                       |                                            |  |  |       |  |  |               |  |  |                    |  |
| Carmine Nicolao Caracciolo | Marino V Caracciolo, IV principe di Santobuono |                                                       |                                            |  |  |       |  |  |               |  |  |                    |  |
|                            |                                                | Giovanna Caracciolo di Torella                        | Giuseppe Caracciolo, I principe di Torella |  |  |       |  |  |               |  |  |                    |  |
|                            |                                                | Giovanna Caracciolo di Torella                        | Giuseppe Caracciolo, I principe di Torella |  |  |       |  |  |               |  |  |                    |  |
|                            |                                                | Giovanna Caracciolo di Torella                        | Costanza di Capua                          |  |  |       |  |  |               |  |  |                    |  |
| Giulia Chiteria Caracciolo |                                                | Giovanna Caracciolo di Torella                        |                                            |  |  |       |  |  |               |  |  |                    |  |
|                            |                                                | Francesco Ruffo, II principe della Motta San Giovanni | Carlo Ruffo, III duca di Bagnara           |  |  |       |  |  |               |  |  |                    |  |
|                            |                                                | Francesco Ruffo, II principe della Motta San Giovanni | Carlo Ruffo, III duca di Bagnara           |  |  |       |  |  |               |  |  |                    |  |
|                            |                                                | Francesco Ruffo, II principe della Motta San Giovanni | Costanza Boncompagni                       |  |  |       |  |  |               |  |  |                    |  |
| Giovanna Costanza Ruffo    |                                                | Francesco Ruffo, II principe della Motta San Giovanni |                                            |  |  |       |  |  |               |  |  |                    |  |
|                            |                                                | Giovanna Lanza                                        | Lorenzo II Lanza, conte di Mussomeli       |  |  |       |  |  |               |  |  |                    |  |
|                            |                                                | Giovanna Lanza                                        | Lorenzo II Lanza, conte di Mussomeli       |  |  |       |  |  |               |  |  |                    |  |
|                            |                                                | Giovanna Lanza                                        | Luisa Moncada                              |  |  |       |  |  |               |  |  |                    |  |
|                            |                                                | Giovanna Lanza                                        |                                            |  |  |       |  |  |               |  |  |                    |  |